# Outcast (série de televisão)
Outcast é uma série de televisão americana desenvolvida por Robert Kirkman para a emissora Cinemax, e estrelada por Patrick Fugit. É uma adaptação da série em quadrinhos de mesmo nome, criada por Robert Kirkman e Paul Azaceta. A série foi oficializada em 25 de julho de 2014, com ordem de dez episódios para a primeira temporada, que estreou em 3 de junho de 2016. Em 2 de outubro de 2018, foi anunciado que a Cinemax havia oficialmente cancelado a série.

## Sinopse
A série conta a história de Kyle Barnes, um rapaz que desde a infância, é afetado por possessões demoníacas. Agora, Kyle está disposto a descobrir toda a história sobre a maldição que o atormenta para que consiga ter uma vida normal, mesmo que isso possa significar um possível fim da vida na Terra.

## Episódios 1
| Temporada | Temporada | Episódios | Episódios | Originalmente exibido | Originalmente exibido |
| Temporada | Temporada | Episódios | Episódios | Estreia da temporada  | Final da temporada    |
| --------- | --------- | --------- | --------- | --------------------- | --------------------- |
|           | 1         | 10        | 10        | 3 de junho de 2016    | 12 de agosto de 2016  |
|           | 2         | 10        | 10        | 3 de abril de 2017    | 5 de junho de 2017    |

### 1ª temporada (2016)
Kyle Barnes é um homem cuja vida é atormentada desde a infância por possessões demoníacas que destruíram sua família. Agora adulto, com a ajuda de um reverendo, ele tenta descobrir as mentiras por trás das manifestações sobrenaturais e o motivo de carregar peculiaridades especiais.

### 2ª temporada
Em 14 de março de 2016, antes mesmo da estreia da primeira temporada, a série foi renovada para uma segunda temporada, que estreou na Fox do Reino Unido em 3 de abril de 2017.

## Elenco e personagens

### Principal
| Ator             | Personagem     | Temporadas | Temporadas   |
| Ator             | Personagem     | 1          | 2            |
| ---------------- | -------------- | ---------- | ------------ |
| Patrick Fugit    | Kyle Barnes    | Principal  | Principal    |
| Philip Glenister | John Anderson  | Principal  | Principal    |
| Wrenn Schmidt    | Megan Holter   | Principal  | Principal    |
| Reg E. Cathey    | Byron Giles    | Principal  | Principal    |
| Kate Lyn Sheil   | Allison Barnes | Principal  | Principal    |
| Brent Spiner     | Sidney         | Principal  | Principal    |
| Julia Crockett   | Sarah Barnes   | Principal  | Principal    |
| David Denman     | Mark Holter    | Principal  | Participação |
| Madeleine McGraw | Amber Barnes   | Recorrente | Principal    |

### Recorrente
| Ator                 | Personagem         | Temporadas   | Temporadas   |
| Ator                 | Personagem         | 1            | 2            |
| -------------------- | ------------------ | ------------ | ------------ |
| C. J. Hoff           | Aaron MacCready    | Recorrente   | Recorrente   |
| Melinda McGraw       | Patricia MacCready | Recorrente   | Recorrente   |
| Callie McClincy      | Holly Holter       | Recorrente   | Recorrente   |
| Charmin Lee          | Rose Giles         | Recorrente   | Recorrente   |
| Pete Burris          | Lenny Ogden        | Recorrente   | Participação |
| Debra Christofferson | Kat Ogden          | Recorrente   | Participação |
| Willie C. Carpenter  | Norville Grant     | Recorrente   |              |
| Scott Porter         | Donnie Hamel       | Recorrente   |              |
| Gabriel Bateman      | Joshua Austin      | Participação | Recorrente   |
| Briana Venskus       | Nuñez              |              | Recorrente   |
| Chris Greene         | Oscar              |              | Recorrente   |
| C. Thomas Howell     | Simon Barnes       |              | Recorrente   |
| Hoon Lee             | Kenneth Park       |              | Recorrente   |
| M.C. Gainey          | Bob Caldwell       |              | Recorrente   |
| Madelyn Deutch       | Dakota             |              | Recorrente   |

## Produção
Em novembro de 2013, a emissora Cinemax adquiriu os direitos para desenvolver uma adaptação da série em quadrinhos Outcast antes mesmo de sua primeira publicação, em junho de 2014. Em julho de 2014, Robert Kirkman, autor dos quadrinhos, anunciou o desenvolvimento do episódio piloto da série. As filmagens se iniciaram em dezembro de 2014, em Chester County, na Carolina do Sul. O projeto foi aprovado pela Cinemax e a emissora encomendou mais nove episódios para a primeira temporada. A série teve seu primeiro trailer divulgado durante a San Diego Comic-Con, em 2015.